# اسکودوی پرتغال
اسکودوی پرتغال (به انگلیسی: Portuguese escudo) (به زبان بومی: Escudo português) با کد ایزوی PTE، یکای پول رایج در کشور پرتغال بود.تا قبل از جایگزینی این پول با یورو یکای پول کشور پرتغال بود.